# کمبلسبورگ (کنتاکی)
کمپبلسبورگ (به انگلیسی: Campbellsburg) شهری در ایالت کنتاکی کشور ایالات متحده آمریکا است که جمعیت آن در سرشماری سال ۲۰۱۰ میلادی، ۸۱۳ نفر بوده‌است.